# Krijn Peter Hesselink
Krijn Peter Hesselink (Utrecht, 22 augustus 1976) is een Nederlands dichter en schrijver.

## Leven en werk
Hesselink begon als dichter met optredens bij poetry slams, wat leidde tot het Nederlands Kampioenschap Poetry Slam, dat hij in 2006 won. In 2008 verscheen zijn debuutbundel Als geen ander bij uitgeverij Nieuw Amsterdam. Rob Schouten zegt hierover: "Als ik iets samenvattends over deze gedichten moet zeggen, is het dat ze voortdurend proberen weg te glippen". In oktober 2009 verscheen zijn tweede bundel, Stil alarm. Eerder was Hesselink betrokken bij Stichting Wonder, een stichting die "streken bedenkt om mensen in beweging te brengen". Een van de activiteiten was de introductie van de Burgerbuddy. Een andere uiting was de campagne "Sex voor dieren", die pleitte voor natuurlijke voortplanting bij productiedieren. Beide acties trokken de aandacht van de landelijke pers. Hesselink is ook actief als vertaler.
Hij is de broer van de theatermaker Sieger Baljon.

## Prijzen
In 2008 werd de Hollands Maandblad Schrijversbeurs voor poëzie aan hem toegekend. In 2011 kreeg bij wederom de Hollands Maandblad Schrijversbeurs maar nu in de categorie essayistiek.

### Poëzie en Romans
- 2008 - Als geen ander
- 2009 - Stil alarm
- 2011 - De uitputting voorbij
- 2014 - Als niemand vangt
- 2015 - Moederziel (roman)
- 2018 - Toondoof

### Vertalingen
(selectie)
- 2006 - Taqwacore van Michael Muhammad Knight[4]
- 2006 - Intieme vreemde - Een schrijfboek van Breyten Breytenbach
- 2007 - De windvanger. Gedichten 1964-2006  van Breyten Breytenbach
- 2008 - Woordvogel van Breyten Breytenbach
- 2010 - Berichten uit de middenwereld van Breyten Breytenbach

## Voetnoten
1. ↑  Zie: Vrij Nederland, 22 november 2008
2. ↑  Zie: Nu.nl. Gearchiveerd op 22 oktober 2021.
3. ↑  www.nederlandsepoezie.org
4. ↑  Vertalen is een nobel en nederig vak Interview op Check dit ff

- Digitale Bibliotheek voor de Nederlandse Letteren: hess068
- Gemeinsame Normdatei: 104855435X
- International Standard Name Identifier: 0000 0003 6898 7393
- Nederlandse Thesaurus van Auteursnamen: 241631998
- Virtual International Authority File: 14302644